# Haruo Minami
Haruo Minami (三波 春夫, Minami Haruo), né le 19 juillet 1923 - décédé le 14 avril 2001 est un chanteur du genre enka dans le Japon d'après-guerre.
Il naît sous le nom Bunji Kitazume (北詰文司, Kitazume Bunji) à Nagaoka dans la préfecture de Niigata. Hideo Murata est considéré comme le rival de Minami car tous deux viennent du genre rōkyoku.

## Biographie
En 1939, à l'âge de 16 ans, Minami Haruo fait ses débuts d'interprète rōkyoku, type de chant narratif, sous le nom Fumiwaka Nanjū (南條文若, Nanjū Fumiwaka).
Minami rejoint l'Armée impériale japonaise en 1944 et est envoyé en Mandchourie. Capturé par l'Armée rouge, il passe quatre ans dans un camp de prisonniers de guerre japonais en Union soviétique près de Khabarovsk. Il rentre au Japon en 1949 et reprend sa carrière de chanteur rōkyoku.
Il adopte son nom de scène en 1957 et commence à interpréter de la musique populaire kayōkyoku (ce n'est que plus tard que sa musique est classée comme enka, terme encore inexistant à ses débuts). Il attire l'attention en se produisant vêtu d'un kimono, ce qui est du jamais vu pour les chanteurs de l'époque. Parmi ses nombreuses chansons à succès figure Tokyo Gorin Ondo, la chanson-thème des Jeux olympiques d'été de 1964 à Tokyo. Il s'en vend plus d'un million et demi d'exemplaires et il reçoit un disque d'or.
En 1992, Minami connaît un regain de popularité lorsqu'il interprète le générique de fin de la série Super Zugan de Fuji Television. Auparavant appréciée surtout chez les adultes, la musique enka gagne de nombreux admirateurs plus jeunes grâce à cette chanson.
Le 14 avril 2001, Minami meurt à 77 ans d'un cancer de la prostate.

## Relation au public
Haruo Minami est connu pour avoir popularisé le dicton Okyakusama wa kamisama desu qui se traduit par « Le public / les clients sont dieu », ce qui signifie « le client a toujours raison » ou « le client est un dieu » pour symboliser son patronage. Le mot kamisama désigne un kami du shintō japonais. Quand il chantait, il se concentrait comme pour une prière devant un kami. Il regardait son public comme un kami afin de réaliser une performance parfaite. Les paroles du Minami ont été propagées par LET'S-Go-Sanbiki, trio de comédien japonais venus pour assister à un spectacle de Minami.

## Source de la traduction
- (en) Cet article est partiellement ou en totalité issu de l’article de Wikipédia en anglais intitulé « Haruo Minami » (voir la liste des auteurs).